# Germany Trade and Invest

Ehemaliges Logo

Die Germany Trade and Invest – Gesellschaft für Außenwirtschaft und Standortmarketing mbH (GTAI) ist die Wirtschaftsförderungsagentur der Bundesrepublik Deutschland. Seit dem 1. Januar 2009 ist sie Nachfolger der Bundesagentur für Außenwirtschaft (bfai). Als GmbH ist sie im vollständigen Eigentum des Bundes und dem Bundesministerium für Wirtschaft und Energie zugeordnet.

## Aufgaben
Die GTAI betreibt Marketing für den Standort Deutschland. Hinzu kommen Investorenanwerbung sowie das Bereitstellen von Außenwirtschaftsinformationen für in Deutschland ansässige Unternehmen. Ihr Hauptsitz ist Berlin, zudem gibt es eine Zweigstelle in Bonn.
Das Informationsangebot der GTAI reicht von der Darstellung der Wirtschaftslage und der Entwicklung weltweit bis hin zu Branchentrends, Rechts- und Zollregelungen. Informationen über Investitions- und Entwicklungsvorhaben werden ebenfalls zur Verfügung gestellt. Unternehmen erhalten Auskunft zu Ausschreibungen und Geschäfts- und Kooperationswünschen ausländischer potentieller Partner. Die Informationsbeschaffung erfolgt über ein Netz von weltweit eingesetzten Korrespondenten an mehr als 50 Standorten sowie Länder-, Rechts-, Steuer- und Zollexperten am Bonner Standort.
Die Informationen werden überwiegend kostenfrei über Internet, E-Mail-Dienste, Broschüren und Zeitschriften vertrieben. Das Unternehmen betreut zudem das Außenwirtschaftsportal GTAI-Exportguide (ehemals iXPOS).

## Entstehung
Das Unternehmen wurde 1951 als Bundesauskunftsstelle für den Außenhandel gegründet und 1953 in Bundesstelle für Außenhandelsinformation mit Sitz in Köln umbenannt. 1960 wurde die Gesellschaft für Außenhandelsinformationen mbH (GfAI) als Tochtergesellschaft der Bundesstelle für Außenhandelsinformationen (BfA) gegründet. Alle für die BfA berichtenden Auslandskorrespondenten waren fortan in dieser Gesellschaft angestellt.
Ab 1971 wird ein „Drei-Säulen-Konzept“ in der Deutschen Außenwirtschaft praktiziert: diplomatische Vertretungen, Auslandshandelskammern (AHKs) und Bundesstelle für Außenhandelsinformationen. Im Zuge der Wiedervereinigung wurde 1991 das Zentrum für die Betreuung von Auslandsinvestoren (ZfA) gegründet. Es war dem Bundesministerium für Wirtschaft und Technologie (BMWi) zugeordnet und informierte und beriet ausländische Investoren über Standortbedingungen und mögliche Fördermaßnahmen in den neuen Bundesländern.
Ab 1995 wurde das Zentrum im ganzen Bundesgebiet aktiv. 1998 berief die Bundesregierung einen Beauftragten für Auslandsinvestitionen in Deutschland. Zu seiner Unterstützung wurde die Gesellschaft zur Unterstützung des Beauftragten für Auslandsinvestitionen mbH gegründet, die operative Aufgaben wahrnahm. Zwei Jahre später wurden dem Beauftragten für Auslandsinvestitionen in Deutschland die Aufgaben und Ressourcen des ZfA übertragen.
2001 folgte die Umbenennung der Bundesstelle für Außenhandelsinformation (BfAI) in Bundesagentur für Außenwirtschaft (BfAI). 2003 wurde die Gesellschaft zur Unterstützung des Beauftragten für Auslandsinvestitionen mbH in Invest in Germany GmbH umbenannt. Invest in Germany war die offizielle Standortmarketing-Agentur für Auslandsinvestitionen, während die Bundesagentur für Außenwirtschaft den Export förderte. Zum 1. Januar 2009 entstand die neue Wirtschaftsförderungsgesellschaft der Bundesrepublik Deutschland durch die Zusammenführung der Bundesagentur für Außenwirtschaft (bfai) und der Invest in Germany GmbH.

## Struktur und Personal
Julia Braune und Robert Hermann sind Geschäftsführer. Der Aufsichtsrat wird geleitet durch Stefan Rouenhoff, Parlamentarischer Staatssekretär im Bundesministerium für Wirtschaft und Energie.
Das Unternehmen hat derzeit über 400 Mitarbeiter, davon über 80 im Ausland.

## Partner
Das Unternehmen unterhält für eine gute Vernetzung Beziehungen zu staatlichen, halbstaatlichen und privaten Partnern:
- Alle Bundesministerien
- Auslandshandelskammer
- Industrie- und Handelskammern
- Handwerkskammern
- Ministerien und Wirtschaftsförderungen der Bundesländer
- Verbände der deutschen Wirtschaft
- Bundesamt für Wirtschaft und Ausfuhrkontrolle
- Statistisches Bundesamt
- Kreditanstalt für Wiederaufbau
- Deutsche Energie-Agentur
- Deutsche Gesellschaft für Internationale Zusammenarbeit

## Standorte
Von Berlin aus nehmen Mitarbeiter des Unternehmens Kontakt zu ausländischen Unternehmen auf, um diese von den Vorteilen des Standorts Deutschland zu überzeugen. Ziel sind Investitionen in Deutschland und die Schaffung neuer Arbeitsplätze. Auf Landesebene wird gtai dabei u. a. von den Wirtschaftsförderungsgesellschaften der 16 Bundesländer, beispielsweise von NRW.Invest oder Invest in Bavaria, unterstützt.
Das Unternehmen verfügt weltweit über Büros an 59 Standorten, darunter in
EuropaAthen, Belgrad, Berlin, Bonn, Brüssel, Budapest, Bukarest, Den Haag, Helsinki, Istanbul, Kiew, London, Madrid, Mailand, Moskau, Paris, Prag, Stockholm, Warschau, Zagreb
AmerikaBogotá, Buenos Aires, Chicago, Mexiko-Stadt, New York, San Francisco, Santiago de Chile, São Paulo, Toronto, Washington D.C.
Asien/PazifikAlmaty, Bangkok, Beijing, Hanoi, Hongkong, Jakarta, Kuala Lumpur, Manila, Mumbai, Neu-Delhi, Seoul, Shanghai, Singapur, Sydney, Taipeh, Tokio
Afrika/NahostAccra, Casablanca, Dubai, Jerusalem, Johannesburg, Kairo, Lagos, Nairobi, Riad, Tunis